# Houston Stewart Chamberlain
Houston Stewart Chamberlain (n. 9 septembrie 1855, Southsea, Anglia, Regatul Unit al Marii Britanii și Irlandei – d. 9 ianuarie 1927, Bayreuth, Regatul Bavariei, Republica de la Weimar) a fost un scriitor, sociolog și filosof englez; autor de cărți despre filosofie politică. El este descris în Oxford Dictionary of National Biography ca "scriitor rasialist". Ulterior a devenit cetățean german și ginere al lui Richard Wagner, după ce s-a căsătorit cu fiica acestuia, Eva von Bülow. Cartea în două volume a lui Chamberlain, Die Grundlagen des neunzehnten Jahrhunderts, publicată în 1899, a devenit una din multiplele referințe pentru mișcarea pan-Germanică  de la începutul secolului al XX-lea, iar mai târziu pentru antisemitismul völkisch al politicii rasiale naziste.

## Lucrări

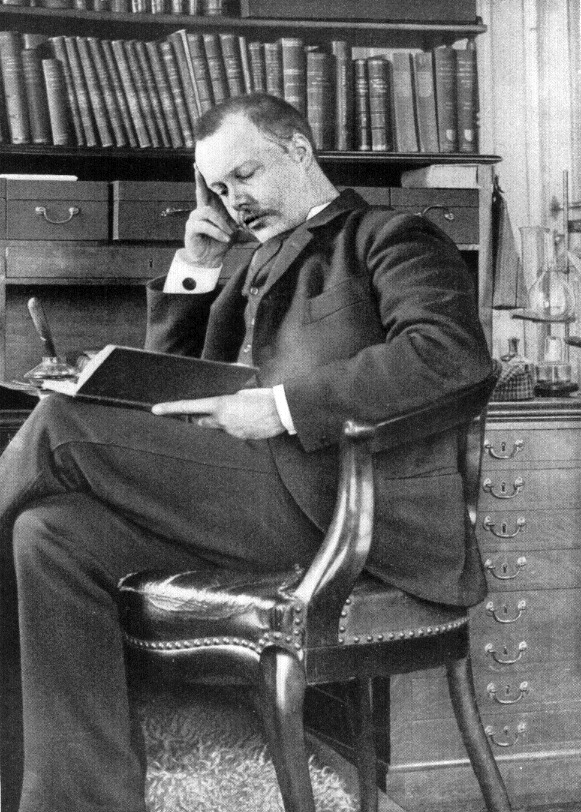
Houston Stewart Chamberlain în 1895

- (1892). Das Drama Richard Wagners. Eine Anregung, Breitkopf & Härtel.
- (1895). Richard Wagner, F. Bruckmann.
- (1899). Die Grundlagen des neunzehnten Jahrhunderts, Bruckmann.
- (1905). Arische Weltanschauung, Bruckmann.
- (1903). Heinrich von Stein und seine Weltanschauung, Georg Heinrich Meyer.
- (1905). Immanuel Kant. Die Persönlichkeit als Einführung in das Werk, Bruckmann.
- (1912). Goethe. Bruckmann.
- (1915). Kriegsaufsätze, Bruckmann.
- (1919). Lebenswege meines Denkens, Bruckmann.

### Lucrări traduse în engleză
- (1897). Richard Wagner, J. M. Dent & Co. [translated by G. Ainslie Hight].
- (1911). The Foundations of the Nineteenth Century, 2 Vol., John Lane, The Bodley Head [translated into English from the German by John Lees, with an Introduction by Lord Redesdale].
  - "Foundations of the Nineteenth Century." In Modern Political Ideologies, Oxford University Press, 1959.
- (1914). Immanuel Kant, 2 Vol., John Lane, The Bodley Head [translated by Lord Redesdale].
- (1915). The Wagnerian Drama, John Lane, the Bodley Head.
- (1915). The Ravings of a Renegade, Jarrold & Sons [translated by Charles H. Clarke with an introduction by Lewis Melville].
- (2005). Political Ideals, University Press of America [translated by Alexander Jacob].